# آب‌انبار میدان سنگ
آب‌انبار میدان سنگ مربوط به دوره صفوی است و در اردکان، بلوار آیت اله خامنه‌ای، خیابان شهید قانعی واقع شده و این اثر در تاریخ ۱۸ اسفند ۱۳۸۷ با شمارهٔ ثبت ۲۵۳۶۲ به‌عنوان یکی از آثار ملی ایران به ثبت رسیده است.